# Aleksandr Zamolodčikov
Aleksandr Borisovič Zamolodčikov (in russo Алекса́ндр Бори́сович Замоло́дчиков?; Dubna, 18 settembre 1952) è un fisico russo, noto per i suoi contributi alla fisica della materia condensata e alla teoria delle stringhe.

## Biografia
Ha conseguito una laurea in ingegneria nucleare all'Istituto di Fisica e Tecnologia di Mosca (nel 1975) e un dottorato in fisica presso l'Istituto di Fisica Teorica e Sperimentale (nel 1978). Si è unito al personale di ricerca dell'Istituto Landau di Fisica Teorica, dove ha ottenuto un dottorato ad honorem (nel 1983). È coautore della famosa teoria dell'infinita simmetria conforme in due dimensioni dei campi quantistici, con Alexander Polyakov e Alexander Belavin. Fratello gemello del defunto Aleksej Zamolodčikov (1952-2007), anch'egli fisico, è entrato alla Rutgers University nel 1990, dove ha cofondato il Rutgers New High Energy Theory Center.
Per le sue ricerche ha ricevuto numerosi riconoscimenti, fra cui il premio Dannie Heineman per la fisica matematica nel 1999, il premio Lars Onsager e la Medaglia Dirac nel 2011, e il Breakthrough Prize per la fisica fondamentale nel 2024.